# Cirrochroa bilbilis
Cirrochroa bilbilis är en fjärilsart som beskrevs av Hans Fruhstorfer 1912. Cirrochroa bilbilis ingår i släktet Cirrochroa och familjen praktfjärilar. Inga underarter finns listade i Catalogue of Life.